# Oscar Shumsky
Oscar Shumsky  né le 23 mars 1917 à Philadelphie - décédé le 24 juillet 2000 à Rye, État de New York, est un violoniste et chef d'orchestre américain issu d'une famille d'origine russe.

## Biographie
Oscar Shumsky a commencé à apprendre le violon à l'âge de trois ans, et fait ses débuts en concert à l'âge de sept ans avec l'Orchestre de Philadelphie sous Leopold Stokowski, qui a déclaré qu'il était «le génie le plus incroyable que j'ai jamais entendu». Fritz Kreisler a pris un intérêt particulier pour lui, et Oscar a joué les propres cadences de Kreisler dans le concerto pour violon de Beethoven après les avoir apprises d'oreille. Il était un élève de Leopold Auer à partir de 1925 et a étudié à l'Institut de musique Curtis (1928-1936), en poursuivant ses études avec Efrem Zimbalist après la mort de Auer en 1930. Il a fait ses débuts à New York en 1934 et ses débuts à Vienne en 1936. Il a joué comme premier violon du Quatuor Primrose à partir de 1939, et la même année, a rejoint l'Orchestre symphonique de la NBC sous Arturo Toscanini. Pendant la Seconde Guerre mondiale, il a servi dans la marine américaine.
Il a enseigné à l'Institut Curtis de Philadelphie, à l'Institut Peabody de Baltimore, à l'Université Yale, et, à partir de 1953, à la Juilliard School de New York. De 1959 à 1967, il a codirigé le Festival de Stratford (en Ontario) avec Glenn Gould, avec qui il a joué régulièrement au festival et a fait quelques enregistrements pour la télévision. À cette époque, il s'est produit régulièrement en tant que soliste avec des orchestres américains. Ses débuts de chef d'orchestre datent de 1959 avec l'Orchestre du Festival national du Canada ; plus tard, il a dirigé l'Orchestre symphonique de Westchester, l'Empire Sinfonietta à New York, et le Jersey Colonial New Symphony Orchestra. Il a rejoint le Bach Aria Group (en) dans les années 1960. Il a obtenu un prix de la Fondation Ford en 1965.
Il est retourné à des concerts et des enregistrements en 1981, se produisant aux États-Unis et en Grande-Bretagne pour la première fois en 30 ans, dans un programme pour violon solo qui a connu un très grand succès.
Il a enregistré les sonates pour violon solo op.27 d'Eugène Ysaÿe, les sonates et partitas pour violon seul de Bach, le Concerto pour violon de Beethoven, les concertos pour violon et le double concerto de Bach, le 4e et le 5e concerto pour violon de Mozart, et d'autres ouvrages, y compris les deux Sonates pour alto de Brahms. Beaucoup de ces enregistrements n'ont pas été gravés sur CD.
Son violon était un Stradivarius de 1715, connu sous le nom «Ex-Pierre Rode» ou le «duc de Cambridge». Le violon a été précédemment détenu par Pierre Rode à un moment donné. Il a été utilisé par Shumsky quand il a enregistré l'intégrale des 24 Caprices de Rode. Oscar Shumsky nous a rapporté comment il avait acquis cet instrument :
« Il s'agit d'un exemple de «coup de foudre au premier contact». Au cours de la période de retour à la normale après la «guerre qui devait mettre fin à toutes les guerres», nous avons essayé de retrouver nos vies là où nous les avions laissées, et j'étais en recherche pour essayer d'améliorer mon instrument. J'ai réalisé que si je devais poursuivre une carrière de concertiste, je devais trouver un violon beaucoup plus remarquable que la Camillo Camilli (un excellent violon dans sa classe) sur lequel je jouais. Lors de ce processus, j'avais essayé de nombreux Guadagninis et quelques Strads de moindre envergure, mais j'étais toujours reparti déçu.

Puis à l'occasion d'une de mes innombrables visites à l'atelier de Emil Herrmann, j'ai repéré un violon couché sur la longue table recouverte de feutre. Un rapide coup d'œil m'a dit que le violon n'était pas seulement un Stradivarius, mais l'un des plus beaux exemplaires que j'avais jamais vu. Enthousiasmé et découragé en même temps (je savais qu'un tel instrument était hors de ma portée financière), j'ai quand même eu une forte curiosité de l'examiner et de l'essayer. L'autorisation m'a été accordée, et après avoir joué quelques passages de différents fragments du répertoire, je savais que je devais l'avoir! Je fais grâce au lecteur sur tous les détails concernant mon prêt bancaire énorme, mais je n'ai jamais eu un seul moment de regrets sur mon engagement. Le fait qu'il me soit venu en quelque sorte par le biais de mon ancien professeur Leopold Auer offre un côté mystique assez fascinant. »

## Sources
- (en) Cet article est partiellement ou en totalité issu de l’article de Wikipédia en anglais intitulé « Oscar Shumsky » (voir la liste des auteurs).